# Baengnyeongdo
Die Baengnyeong-Insel (auch  Baekryeong-Insel) ist die westlichste Insel von Südkorea. Sie liegt im Gelben Meer, etwa 15 Kilometer vor der Küste der nordkoreanischen Provinz Hwanghae-namdo. Im Waffenstillstandsabkommen von 1953 wurde Baengnyeong-do Südkorea zugeordnet und gehört seitdem als Teil des Kreises Ongjin zum Stadtgebiet von Incheon. Die Insel hat eine Fläche von 45,8 km². Die Northern Limit Line, die maritime Demarkationslinie zwischen Nord- und Südkorea, befindet sich etwa 7 km nördlich davon. Die Insel hat eine Bevölkerung von 4329 Einwohnern (Stand 1999). Hauptort ist Jinchon (진촌). Die höchste Erhebung der Insel, Yonggiwŏn-san, liegt in der Nähe des östlichen Endes und erreicht eine Höhe von 136 Metern.
Der Name der Insel bedeutet „Weißflügelinsel“, da sich auf der Insel eine Ibispopulation befindet.
Wegen ihrer Nähe zu Nordkorea hat sie mehrfach als Basis für Geheimdienstaktivitäten Südkoreas und der US-Armee gedient. Eine Reihe von nordkoreanischen Flüchtlingen landete hier, um den ökonomischen und politischen Bedingungen in ihrem Heimatland zu entgehen. In der jüngeren Vergangenheit hat es im Bereich der Insel mehrere maritime Zwischenfälle gegeben, zuletzt am 26. März 2010 die Versenkung des südkoreanischen Kriegsschiffes Cheonan, bei der 46 Soldaten getötet wurden.